# 栗原将人
栗原 将人（くりはら まさと、1961年 - ）は、日本の数学者。慶應義塾大学理工学部数理科学科教授。専門は整数論、特に岩澤理論。

## 来歴
麻布中学校・高等学校、東京大学理学部数学科卒業。東京大学大学院理学系研究科数学専攻修士課程修了。博士（理学）（東京大学・1991年）。東京都立大学理学部助手、ハーバード大学Visiting Scholar、東京都立大学大学院理学研究科助教授を経て現職。
アンドリュー・ワイルズがフェルマーの最終定理の証明を行なった講演に居合わせており、そのときの様子は、加藤和也著『解決フェルマーの最終定理』に描写されている。

## 受賞歴
- 2002年 - 岩澤理論に関する業績により日本数学会代数学分科会代数学賞

## 著作
- 「数論II 岩澤理論と保型形式」岩波書店
- 「岩波講座 現代数学の基礎11 数論3 岩澤理論と保型形式」岩波書店